# Banovina della Drina
La Banovina della Drina (in serbo-croato Drinska Banovina) era una delle banovine in cui era suddiviso il Regno di Jugoslavia. La capitale era Sarajevo. Le banovine jugoslave erano intenzionalmente non in relazione con i confini etnici. Il suo nome è dovuto al fiume Drina.
La banovina venne creata nel 1929, e cessò di esistere insieme al Regno di Jugoslavia nel 1941. Includeva porzioni della moderna Bosnia ed Erzegovina e della Serbia.